# 米夏埃尔·马克思
米夏埃尔·马克思（德語：Michael Marx，1960年2月7日—），德国男子自行车运动员。他曾代表西德参加1984年夏季奥林匹克运动会自行车比赛，获得男子团体追逐赛铜牌。